# Garmo stavkyrka

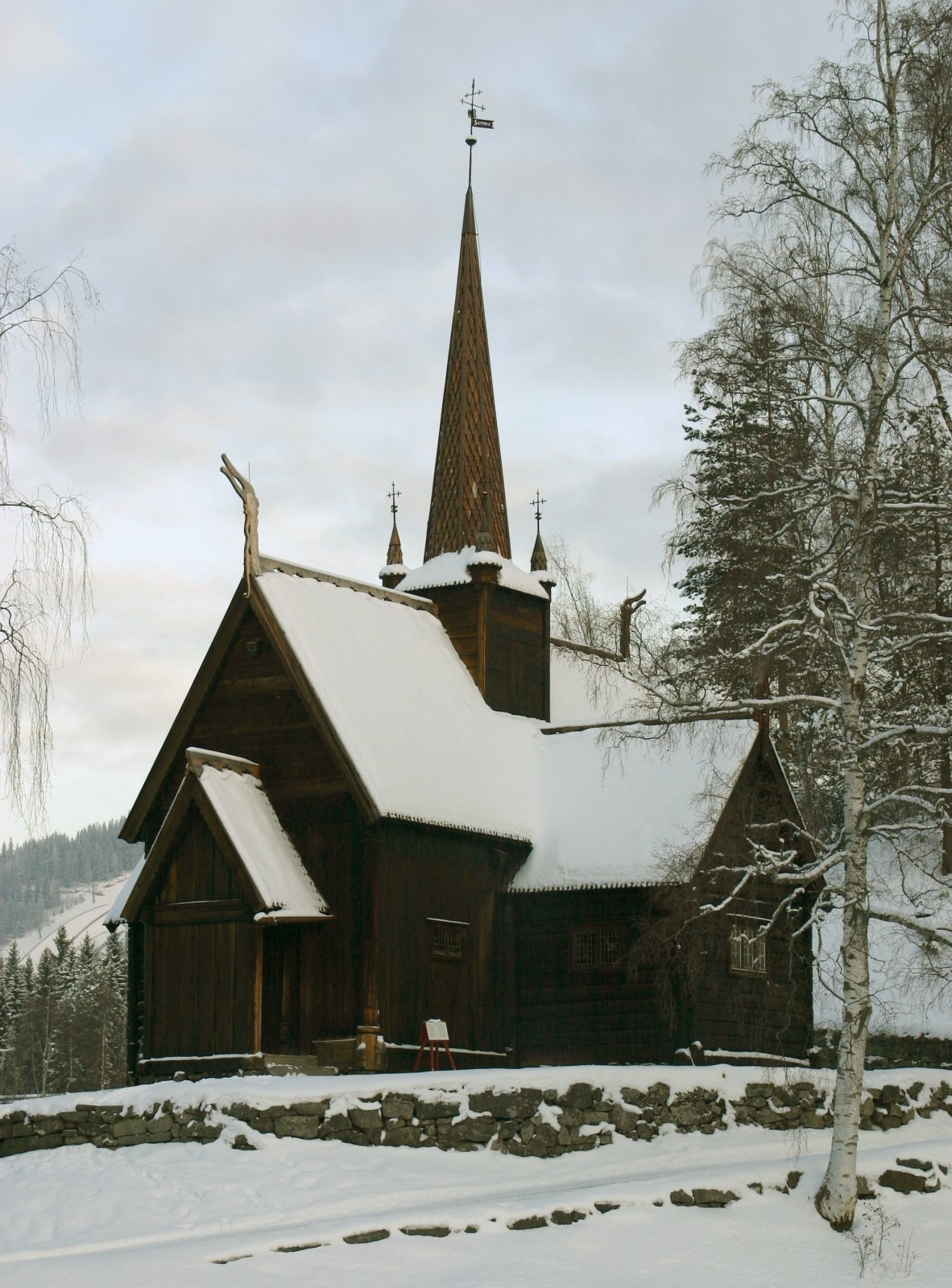
Garmo stavkyrka vintertid

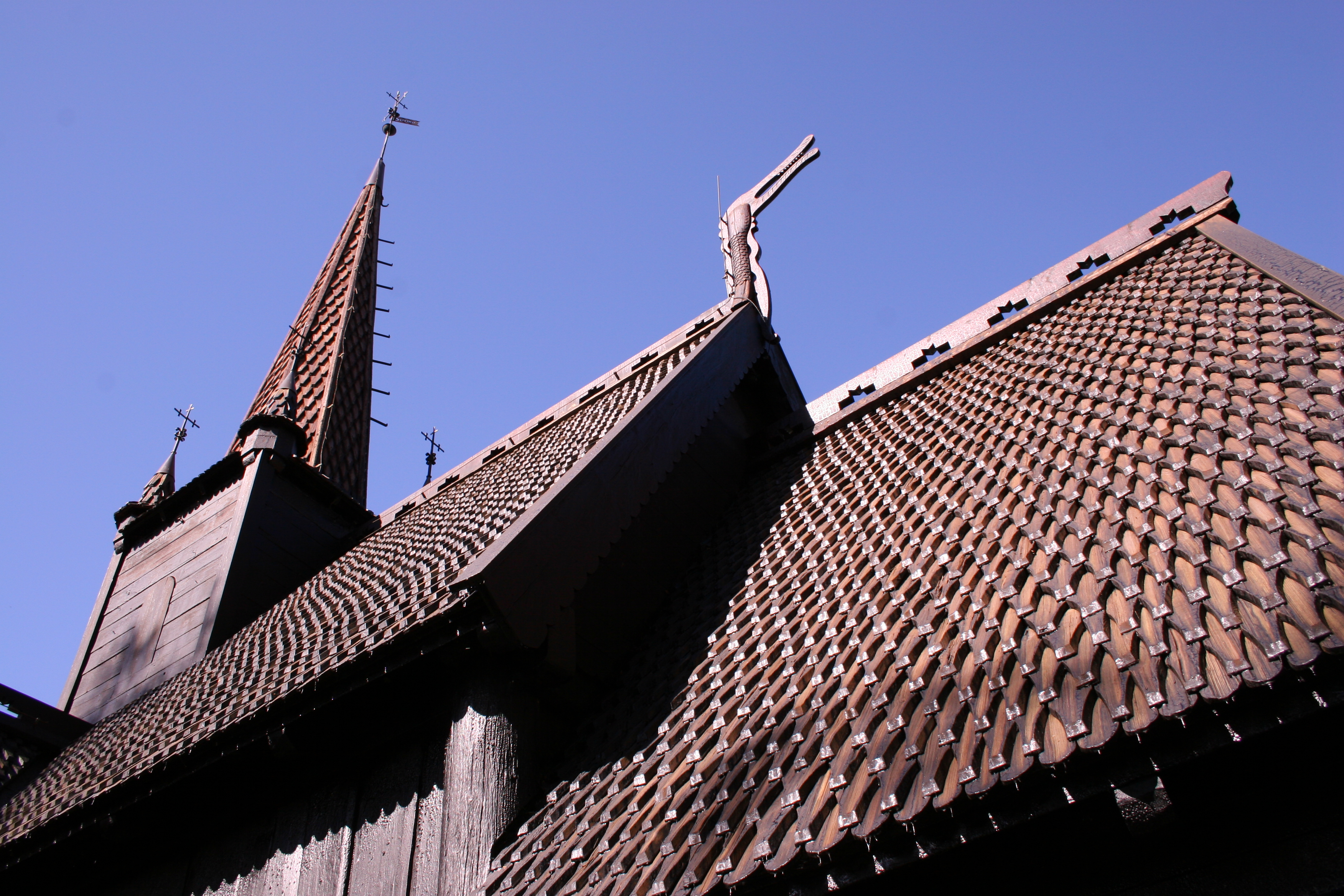
Detalj av taket.

Garmo stavkyrka är en stavkyrka som kommer från Garmo i Lom i Innlandet fylke i Norge. Den står nu på Maihaugen i Lillehammer.

## Historisk bakgrund
Den första kyrkan i Garmo ska ha byggts omkring 1021 då kung Olav den helige kristnade folket i Gudbrandsdalen. Som tack för att han byggde en kyrka på sin gård fick Torgeir Gamle fiskerätten i Tesse av kungen. Historien betraktas som trovärdig eftersom den traderats via juridiska dokument och inte via skalden Snorre Sturlasson eller helgonlegenderna kring Olav den helige.

## Byggnaden
Den första kyrkan var troligtvis en stolpkyrka med jordgrävda stolpar. På grund av områdets torra klimat bör denna ha stått sig till omkring 1200 då den nuvarande kyrkan byggdes. Det var en enkel kyrka med rektangulärt skepp, smalare kor och antagligen en svalgång. Senare förlängdes kyrkan och 1690 tillkom klocktornet. Kyrkan byggdes efter tidens mode ut till en korskyrka genom att timrade korsarmar lades till 1730.

## Rivning av kyrkan
På 1800-talet ansågs kyrkan vara för liten för att rymma tillräckligt många medlemmar av församlingen. Särskilt sockenprästen förespråkade byggandet av en ny, tidsenlig kyrka. Den gamla kyrkan revs därför, som en av de sista stavkyrkorna, 1880 och materialet såldes på auktion.

## Återuppförande
Trond Eklestuen, som var en ivrig uppköpare av äldre föremål i norra Gudbrandsdalen, köpte det mesta av stavverket på auktionen, medan dopfunt och drakhuvuden kom till Oldsaksamlingen i Kristiania. Senare kom Eklestuen i kontakt med samlaren Anders Sandvig och tillsammans återsamlade de mycket av det övriga materialet från kyrkan. Den 30 juli 1921 återinvigdes den återuppförda Garmo stavkyrka på Maihaugens friluftsmuseum. Alla nya delar märktes noggrant upp så att de skulle vara lätta att skilja från originaldelarna.  

## Inventarier
Av kyrkans originalinventarier finns dopfunten och en målning på plats i kyrkan. Fler målningar finns på Glomdalsmuseet i Elverum och drakhuvudena på Oldsaksamlingen. Korbågen finns nu i den nya kyrkan i Garmo, medan altartavlan, predikstolen och många målningar är i privat ägo i Lom. 
Dopfunten av täljsten är från 1100-talet och utförd i romansk stil. Den är tillverkad i norra Gudbrandsdalen. Till funten hör ett medeltida trälock. Under den katolska tiden skulle dopvattnet bara bytas ut en gång om året och locket skyddade vattnet. Det finns även spår efter en låsanordning på locket; möjligen för att hindra stöld av det invigda vattnet vilket ansågs ha magiska krafter.
Altartavlan från 1695 stod ursprungligen i Lillehammers stavkyrka.
Predikstolen kommer från Hustads kyrka i Romsdal och är snidad av bygdekonstnären Peder Knudsen Kjørsvik omkring 1730. Fattigbössan från 1668 från Fåbergs kyrka bär en bildberättelse: historien om den rike mannen och Lasarus. Både fattigbössan och altartavlan var gåvor till de respektive kyrkorna från överste Georg Reichwein och hans hustru Catharina Sverdrup.
Garmo stavkyrka används ännu som kyrka och den är särskilt efterfrågad för vigslar under sommaren.